# Apristurus melanoasper
Apristurus melanoasper е вид хрущялна риба от семейство Scyliorhinidae.

## Разпространение
Видът е разпространен във Великобритания (Северна Ирландия), САЩ и Франция.